# Петър Славински
Петър Славински, псевдоним на Петър Атанасов Чолаков, е български писател и драматург.

## Биография
Петър Славински е роден през 1909 година в София. Завършва право в Софийския университет „Свети Климент Охридски“ през 1932 година. Още от 1927 година започва да публикува в различни списания. От 1937 година е служител на софийската община, където оглавява нейния културен отдел.
По-късно Славински е назначен за секретар на общината. На този пост той прави някои услуги на работещи в общината комунисти, заради което непосредствено след Деветосептемврийския преврат през 1944 година е назначен за кмет. Оттегля се от кметския пост на 21 септември 1944 година.
През 1953 – 1954 година е директор на Държавния музикален театър. От 1955 година живее в Балчик, като голяма част от творчеството му е посветена на Добруджа. Автор е на множество романи за деца и възрастни. Носител на Националната награда „Йордан Йовков“ за 1985 г.
Петър Славински умира през 1993 година.